# Instituto Tecnológico de Ciudad Madero
El Instituto Tecnológico de Ciudad Madero (ITCM) es una institución pública de educación superior localizada en Ciudad Madero, Tamaulipas, México. Forma parte de la Dirección General de Educación Superior Tecnológica (DGEST) de la Secretaría de Educación Pública (SEP).

## Historia
La primera piedra de la institución fue colocada el 20 de noviembre de 1950, pero sus actividades educativas iniciaron en 1954 ofreciendo cursos técnicos. 
En 1956 se iniciaron los programas a nivel licenciatura en Ingeniería Química, Eléctrica y Mecánica. La historia del ITCM inicia con la labor del Ing. Luis Hidalgo y Castro, quien concibió la idea de fundar una casa de estudios técnicos que permitiera a los jóvenes de la región recibir una formación profesional del más alto nivel sin tener que emigrar a otras ciudades. Tras vencer múltiples obstáculos de carácter político, económico y social, se hizo posible reunir inicialmente la cantidad de 25 mil pesos, que fue el principio virtual del Instituto Tecnológico de Ciudad Madero. Posteriormente, gracias a la colaboración de las Secciones Petroleras de la Zona Norte, se logró reunir un millón de pesos del patronato en 1950. En el mes de septiembre de ese mismo año, el entonces Presidente de la República, Lic. Miguel Alemán Valdés, autorizó el convenio tripartito en el que se establecería la cooperación de PEMEX, la Secretaría de Educación Pública y el Patronato, cada uno con un millón de pesos, para la construcción del instituto, bajo la supervisión del Instituto Politécnico Nacional. Después de 4 años, las clases dieron inicio el 2 de septiembre de 1954 con 511 alumnos uniformados de guinda y blanco. En justo reconocimiento a su labor, la superioridad otorgó el cargo de director al ingeniero Luis Hidalgo y Castro. Los cursos a nivel licenciatura iniciaron en 1956 con las carreras de Ingeniería Eléctrica, Mecánica y Química. En 1961 se procedió a la apertura de Ingeniería Industrial y en 1975 se iniciaron las carreras de Geología y Geofísica. A mediados de la década de los ochenta se abrieron las carreras de Ingeniería Electrónica e Ingeniería en Sistemas Computacionales. La más reciente carrera, Licenciatura en Informática, dio inicio en septiembre de 1995. Su director actual, a partir de abril de 2014, es la Dra. Ana María Mendoza Martínez.

## Antecedentes del Instituto Tecnológico de Ciudad Madero
La Constitución de un Patronato pro construcción de la Escuela de Artes y Oficios fue el primer paso que dio origen a lo que en sus inicios fuera el Instituto Tecnológico Regional de Ciudad Madero. El 20 de noviembre de 1950, el entonces Director de PEMEX, el Ing. Antonio J. Bermúdez, representando al Presidente de la República, Lic. Miguel Alemán Valdés, procede a colocar la primera piedra del instituto. Poco tiempo después, el 2 de septiembre de 1954 iniciaron los cursos a las 7:00 horas con un total de 511 alumnos fungiendo como Director el Ing. Luis Hidalgo y Castro.

### Programas educativos
Los programas educativos que se ofrecieron al iniciar funciones fueron los siguientes:

#### Preparación técnica
- Obreros calificados en máquinas y herramientas
- Electricistas reparadores
- Soldadores de oxiacetileno y arco
- Químicos en diseño de reactores

#### Rama subprofesional
- Técnico Mecánico
- Técnico Electricista
- Técnico Perforador de Pozos Petroleros

#### Escuela vocacional
- Mecánica
- Eléctrica
- Química
- Civil
- Arquitectura

En septiembre de 1956 inician las carreras de nivel licenciatura con las especialidades de Ingeniería Química, Ingeniería Mecánica e Ingeniería Eléctrica. En el año 1957 se integró el Bachillerato Tecnológico. Un año más tarde en 1958 se oferta la especialidad de Técnico en Combustión Interna, y para 1961 inicia la carrera de Ingeniería Industrial.
En 1968 inicia la especialidad de Técnico en Electrónica, mientras que la de Técnico Laboratorista arranca en 1972. Para el año 1974 incorpora a sus planes de estudio el Sistema de Educación Abierta en dos niveles. La oferta educativa se amplía en 1975 con nuevas carreras, la de Ingeniería Geológica y la de Ingeniería Geofísica.
El desarrollo regional acelerado motivó que para el año 1976 se iniciaran los Programas de Posgrado con la Maestría en Sistemas Administrativos y la Maestría en Tecnología del Petróleo y Petroquímica.
El año 1986 fue importante en el crecimiento de la institución pues a nivel licenciatura se ofertan las carreras de Ingeniería Electrónica e Ingeniería en Sistemas Computacionales y a nivel Posgrado inicia la Maestría en Ciencias en Ingeniería Eléctrica, la Maestría en Matemática Educativa (mediante convenio con CINVESTAV), además se oferta por primera vez el doctorado iniciando con Petroquímica, cuyo programa nació por el continuo crecimiento de esta industria en la zona. También en estas especialidades se firman convenios de colaboración con el Instituto Mexicano del Petróleo (IMP) y con la Agencia Internacional de Cooperación del Japón (JICA).
En 1993 inicia la carrera de Ingeniería en Geociencias, liquidando las de Ingeniería Geológica y Geofísica. Ese mismo año de 1993 se oferta la Maestría en Ciencias en Ingeniería Administrativa. En 1995 arranca la carrera de Licenciatura en Informática. En 1996 inicia la Maestría en Ciencias en Ingeniería Química como una respuesta a la modificación de las tendencias nacionales respecto al desarrollo petrolero. También esta modificación obedeció a las recomendaciones hechas por el Comité de Evaluación del Padrón Nacional de Posgrado del CONACYT. Este mismo año de 1996 surgió el doctorado en Ciencias en Ingeniería Química sustituyendo al de Petroquímica.
En agosto del 2000 inició la Maestría en Ciencias en Ciencias de la Computación y seis años más tarde fue registrada en el Padrón Nacional de Posgrado del CONACYT junto con la Maestría en Ciencias en Ingeniería Química lo cual las posiciona entre los mejores Programas de Posgrado en estas disciplinas.
Para el año 2001 empieza la Maestría en Gestión Administrativa (sustituyendo la Maestría en Ciencias en Ingeniería Administrativa). Para el año 2006 arranca el Programa de la carrera de Ingeniería Ambiental y en 2008 otro Posgrado con la Maestría en Ingeniería Eléctrica que sustituye la Maestría en Ciencias en Ingeniería Eléctrica. Como resultado de una investigación de la oferta educativa en nuestra zona conurbada, se autorizó la implantación, en agosto de 2010, del Programa de Ingeniería en Gestión Empresarial. La carrera más reciente es Ingeniería Petrolera, arrancando en agosto de 2015.
Todo este registro histórico ha forjado una institución sólida, de prestigio, con base en las necesidades de las organizaciones y el resultado es que el Instituto Tecnológico de Ciudad Madero ya es considerado una de los máximos centros de estudio del país.

## Instalaciones
El ITCM se encuentra dividido en tres campus donde la comunidad estudiantil se desarrolla y fortalece.
ITCM, cuenta con una amplia gama de instalaciones: Aulas, Laboratorios (Química, Manufactura Electrónica, Mecánica, Eléctrica, Ciencias de la Tierra, Computación), Centro de Cómputo, Centro de Información (Biblioteca), Centro de Idiomas, Audiovisuales, Gimnasio, Cafetería, Gran Salón para eventos académicos, Canchas deportivas, Estadio para competencias de atletismo, Alberca Olímpica y Museo de Geología.
- Biblioteca

El ITCM cuenta con una gran biblioteca interactiva donde se encuentra libros de todas las categorías para mejorar el aprendizaje de los educandos, esta biblioteca es una moderna innovación aunque en la actualidad no se le ha dado el uso debido de su infraestructura para su mejor aprovechamiento.
- Museo de Geología

Actualmente es un museo que almacena buena cantidad de minerales y fósiles de la región de las huastecas pero carece de infraestructura, necesita un mejor manejo y mayor inversión para que el museo genere ese realce que se necesita para darle mayor valor al ITCM.
- Centro de Idiomas

El plantel cuenta con un Centro de idiomas (CITEM) en el cual se presta servicio primordialmente a los alumnos del Instituto, pero también se encuentra abierto al público en general. Este centro cuenta con el material audiovisual necesario para la impartición de los idiomas Inglés, Francés y Alemán.
- Campus II

En este se encuentran las instalaciones de las Ciencias en Tecnología y posgrados además de albergar la biblioteca, cuenta con un gran área verde y un estacionamiento moderno que fue construido para el mayor realce de este campus.
- Campus III

Actualmente este campus esta el Centro de Investigación y Posgrado del ITCM, donde se está desarrollando ya que esta área es la más nueva del ITCM.

## La mascota
Tradicionalmente, cada equipo o representación deportiva, contaba con una mascota con la que representaba al Tecnológico, en el año de 1982, con el propósito de contar con una sola mascota que represente a nuestro Instituto Tecnológico, se lanzó una convocatoria, en la que podían participar todos los alumnos del Tecnológico.
La mascota oficial del Instituto Tecnológico de Ciudad Madero, es el leopardo, félido gallardo, fuerte, ágil, orgulloso, con depurada técnica de cazador y de gran inteligencia, características que en paralelismo con el ser humano, representan las cualidades del deportista del ITCM, de prestigioso historial de triunfos y triunfadores deportivos.
Sin embargo, el equipo de fútbol americano cuenta con su propia mascota, el mulo. Los nombres son Mulos Salvajes y Mulitas, equipos varonil y femenil, respectivamente.

## Certificaciones y Acreditaciones

### Certificaciones
- Sistema de Gestión Ambiental 	ISO 14001:2004
- Sistema de Gestión de Calidad del Proceso Educativo 	ISO 9001:2008
- Sistema de Gestión de Calidad del Centro de Información ISO 9001:2008
- Sistema de Gestión de Equidad de Género MEG:2003

### Acreditaciones
- Ingeniería en Sistemas Computacionales
- Ingeniería Mecánica
- Ingeniería Industrial
- Ingeniería Química
- Ingeniería Eléctrica
- Ingeniería Electrónica
- Ingeniería en Tecnologías de la información y comunicaciones
- Ingeniería en Geociencias
- Ingeniería en Gestión Empresarial

## Oferta Académica

### Profesional
Ofrece las carreras de:
- Ingeniería Ambiental
- Ingeniería Eléctrica
- Ingeniería Electrónica
- Ingeniería Industrial
- Ingeniería Mecánica
- Ingeniería Petrolera
- Ingeniería Química
- Ingeniería en Geociencias
- Ingeniería en Gestión Empresarial
- Ingeniería en Sistemas Computacionales

A nivel licenciatura atiende en promedio a 8000 estudiantes.

### Maestrías
A nivel posgrado ofrece cinco programas de Maestría:
- Maestría en Ciencias de la Computación
- Maestría en Gestión Administrativa
- Maestría en Ingeniería Eléctrica
- Maestría en Ingeniería Mecánica
- Maestría en Ingeniería Química

### Doctorados
A nivel doctorado se ofrece:
- Doctorado en Ciencias en Computación
- Doctorado en Ciencias en Ingeniería
- Doctorado en Ciencias en Ingeniería Química
- Doctorado en Ciencias en Materiales

Estos dos primeros programas están inscritos en el Padrón Nacional de Posgrado SEP Conacyt. Asimismo ofrece una Maestría de tipo profesionalizante en Gestión Administrativa y un Doctorado en Ciencias en Ingeniería Química. programa de Doctorado en Ciencias en Materiales nace de una colaboración entre el Instituto Tecnológico de Ciudad Madero (ITCM) y el Instituto Tecnológico de Cancún (ITC), fue elaborado con base en los “Lineamientos para la Elaboración del Programa de Desarrollo para la Apertura de Programas de Doctorado y Maestría en Ciencias en el Sistema Nacional de Educación Superior Tecnológica, de la Coordinación de Posgrado de la Dirección General de Educación Superior Tecnológica (DGEST). 
La población promedio de posgrado es de 293 estudiantes.